# Naturschutzgebiet Melchsee

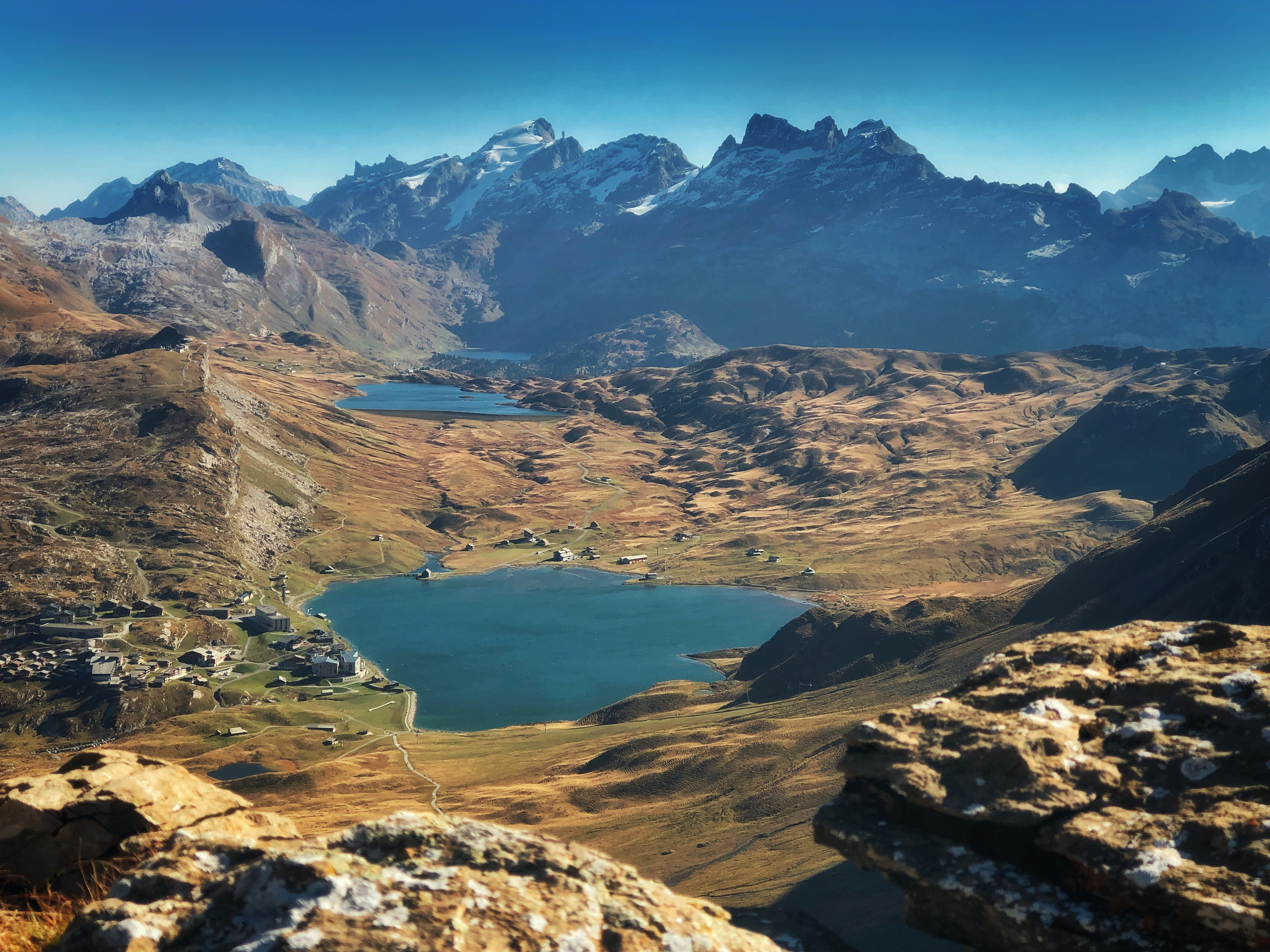
Melchsee-Frutt

Das Naturschutzgebiet Melchsee ist ein 1996 ausgewiesenes Schutzgebiet im Kanton Obwalden. Das ausgedehnte Moorgebiete südlich des Melchsees ist im Bundesinventar der Flachmoore von nationaler Bedeutung aufgeführt.

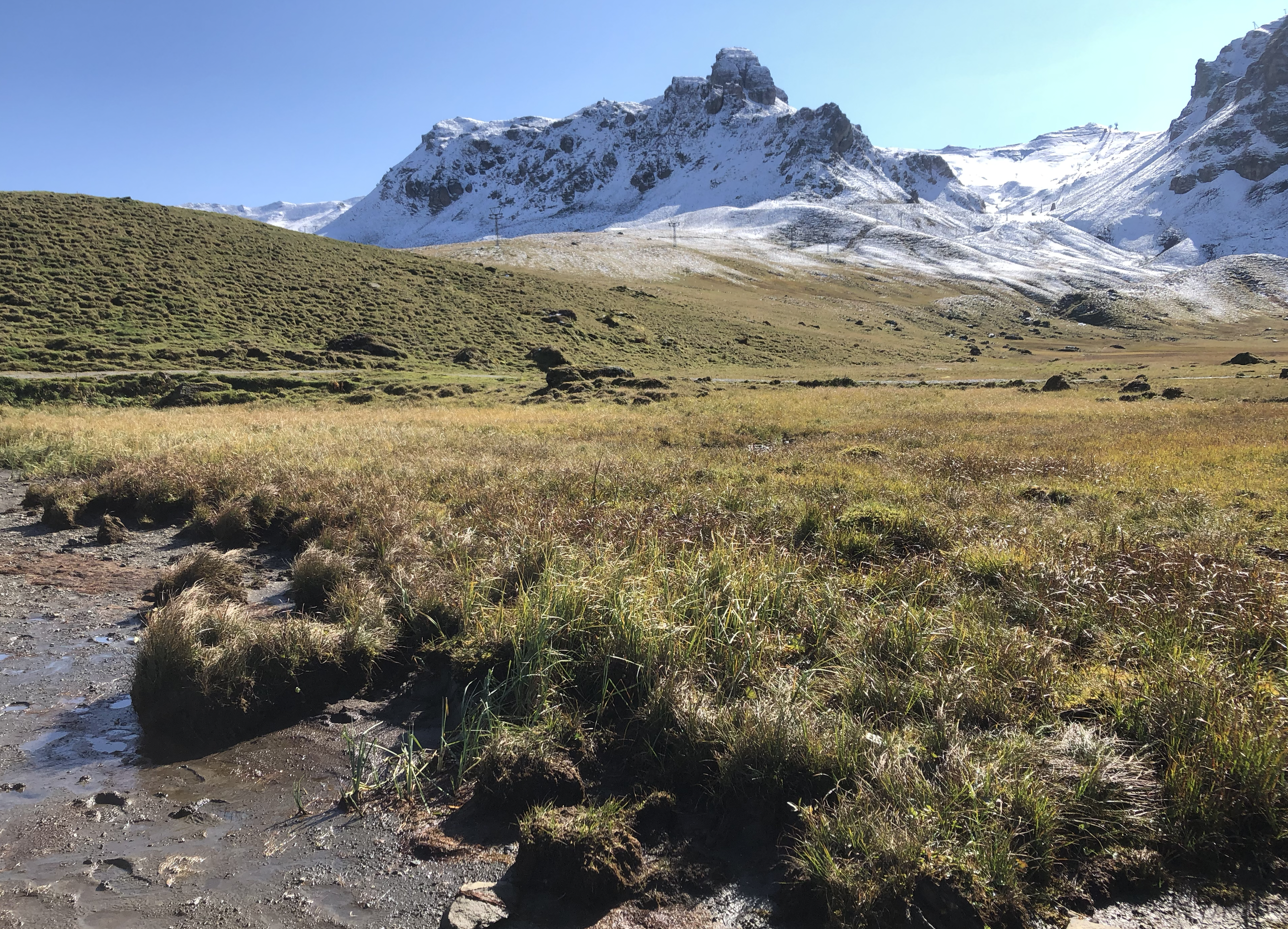
Flachmoor am Melchseebach

## Geografie
Das Naturschutzgebiet liegt in der Gemeinde Kerns auf der Hochebene von Melchsee-Frutt. Diese befindet sich ganz im Süden des Melchtales auf 1900 m ü. M. Der Felsriegel mit dem Bonistock trennt das Hochtal vom Tal des Aabachs und der Grossen Melchaa. In einer Senke liegt neben der Melchseealp der Melchsee, der um 1955 für den Bau des Kraftwerks Hugschwendi mit einem Staudamm etwa 8 Meter erhöht worden ist und seither ungefähr die doppelte Fläche aufweist.
In der Umgebung des Melchsees erstrecken sich ausgedehnte Alpweiden und natürliche Biotope. Mitten in der schon im Mittelalter erwähnten Kernser Alp auf Melchsee liegt in der Umgebung des Bergsees eine feuchte, nur extensiv genutzte Zone, die von zahlreichen Bergbächen zum Melchsee entwässert wird. Die grössten davon sind der Melchseebach und der Tannenbach. In den flachen, nahezu baumlosen Gebieten an den Bachläufen sind Flachmoore, Riedflächen und andere Habitate entstanden, die eine Vielfalt von Gebirgspflanzen aufweisen. Das rund 8 Hektar grosse Flachmoor im Naturschutzgebiet Melchsee bei der Mündung des Melchseebachs in den See ist besonders gut erhalten, weil das Sumpfgebiet für die Weidenutzung kaum geeignet ist. Entwässerungsgräben durchziehen jedoch einzelne andere Moorabschnitte im Weidegebiet im benachbarten, ebenfalls im Bundesinventar der Flachmoore von nationaler Bedeutung verzeichneten Naturschutzgebiet Distelboden östlich des Melchsees. Auf Melchsee-Frutt ist das einzige Vorkommen der Alpen-Akelei im Kanton Obwalden dokumentiert. Den westlichen Bereich des Naturschutzgebiets dominieren die hohen Schutthalden unter dem Rothorn (2526 m ü. M.) und dem Glogghüs (2538 m ü. M.). Dort hat der 1986 gegründete Forstverein Melchsee-Frutt, unterstützt von der Korporation Kerns, mit der Wiederaufforstung eines Berghangs begonnen.
Auf der Melchseealp und besonders im Gelände des Distelbodens stehen mehrere Gebäude und Anlagen, die der Berglandwirtschaft und dem Tourismus dienen, und die 1900 gebaute Melchsee-Kapelle. Verschiedene Wanderwege, Flurstrassen und Skipisten führen durch die Landschaft. Das für Flora und Fauna wertvolle Gebiet wird oft von naturkundlich interessierten Besuchergruppen erkundet.
Die Umgebung des Melchsees weist mehrere naturkundliche Besonderheiten auf. Im Ersten Weltkrieg begann der Abbau von Torf im Hochmoor der benachbarten Tannalp. Der Kanton Obwalden hat die Karstlandschaft nördlich des Alpgebiets unter Naturschutz gestellt. Die Stiftung «Naturerbe Karst und Höhlen Obwalden» erforscht das grosse Höhlensystem von Melchsee-Frutt. Bei Bettenalp und Boni sind Wildruhegebiete definiert, für welche während des Winters besondere Vorschriften gelten. Am Huetstock wurden seit 2015 mehrmals erfolgreich Bartgeier ausgesetzt. Das Gebiet bildet mit dem Tannensee, der östlich gelegenen Tannalp und dem Gebiet des Engstlensees einen grossen alpinen Lebensraum. Die Umgebung des Engstlensees steht seit 1973 ebenfalls unter Naturschutz.
Die Interessengemeinschaft Pro Frutt-Engstlenalp vermittelt Informationen zur Flora im Gebiet des Hochplateaus.